# 鴨習太神社
鴨習太神社（かもならいたじんじゃ）は、大阪府南河内郡河南町にある神社。式内社で、旧社格は村社。

## 祭神
主祭神は饒速日命・天照地照彦火明命・櫛玉命となっているが、いずれも饒速日命の別名である。一帯が物部氏の勢力圏であったことから物部氏の祖神・饒速日命を主祭神としたものであるが、社名に「鴨」とあることから本来の祭神は賀茂氏に関する神であるとする説もある。
相殿に高皇産霊尊を祀る。

## 歴史
創建の由緒は不詳であるが、延喜7年より前と思われる。延喜式神名帳に「河内国石川郡 鴨習太神社」と記載され小社に列しているが、後に衰退し、所在が不明となっていた。
現在の鴨習太神社は、明治時代まで「天満宮」と称し菅原道真を祀っていた神社である。万治3年（1660年）11月、附近にあった高皇産霊尊を祀る天神神山神社の社殿が暴風により破壊されたため、当社に合祀された。式内・鴨習太神社に比定され、現社名に改称し、主祭神を饒速日命に改めた。明治5年に村社に列格した。